# Трново (Мркоњић Град)
Трново је насељено мјесто у општини Мркоњић Град, Република Српска, БиХ. Према попису становништва из 1991. у насељу је живјело 189 становника.

## Географија
Смјештено је на планини Лисина. Засеоци Трнова су размјештени у правцу сјевер–југ и прате ток рјечице Сокочнице, која извира испод Црног врха на 1.141 метар висине. Ријека је граница села са Герзовом. Налази се на надморској висини од 999 метара.

## Историја
Село је до 1963. припадало општини Бараћи, која је расформирана и подијељена између општина Мркоњић Град и Шипово. Становништво се послије Другог свјетског рата исељавало у Мркоњић Град и Шипово, као и у војвођанско мјесто Чуруг.

## Становништво
|             | 2013.       | 1991.        | 1981.        | 1971.        | 1961.          |
| Укупно      | 28 (100,0%) | 189 (100,0%) | 388 (100,0%) | 644 (100,0%) | 1 160 (100,0%) |
| Срби        | 28 (100,0%) | 188 (99,47%) | 387 (99,74%) | 640 (99,38%) | 1 155 (99,57%) |
| Југословени | –           | 1 (0,529%)   | 1 (0,258%)   | –            | –              |
| Црногорци   | –           | –            | –            | 4 (0,621%)   | –              |
| Хрвати      | –           | –            | –            | –            | 3 (0,259%)     |
| Македонци   | –           | –            | –            | –            | 2 (0,172%)     |